# Friend of the Sea

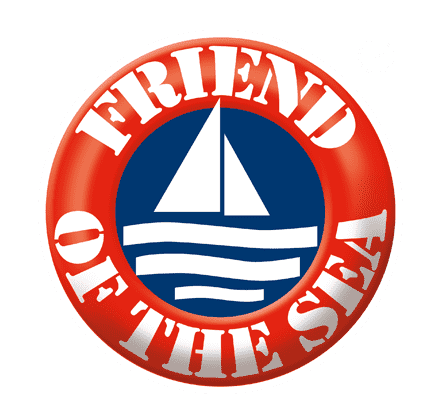
Logo di Friend of the Sea

Friend of the Sea è un marchio internazionale registrato con la missione di conservazione ambientale e umanitaria. Friend of the Sea è diventato lo standard di certificazione leader per prodotti e servizi che rispetta e protegge l'ambiente marino. La certificazione premia pratiche sostenibili in pesca, acquacoltura, farina di pesce, olio di pesce e Omega 3. Friend of the Sea promuove anche progetti pilota relativi a ristoranti, osservazione di balene e delfini, acquari, pesci ornamentali, creme solari e altri ancora.
Friend of the Sea è l'unico programma di certificazione della pesca sostenibile riconosciuto e supervisionato globalmente da un ente nazionale di accreditamento. Diversi benchmark hanno confermato la forza e l'affidabilità della certificazione Friend of the Sea. Gli audit annuali sono effettuati in loco da organismi di certificazione internazionali indipendenti in consultazione con le parti interessate, in base ai rigorosi criteri di sostenibilità ambientale e responsabilità sociale di Friend of the Sea. Friend of the Sea promuove anche progetti di conservazione per la protezione dell'oceano.